# Bernbach (Veitsbronn)

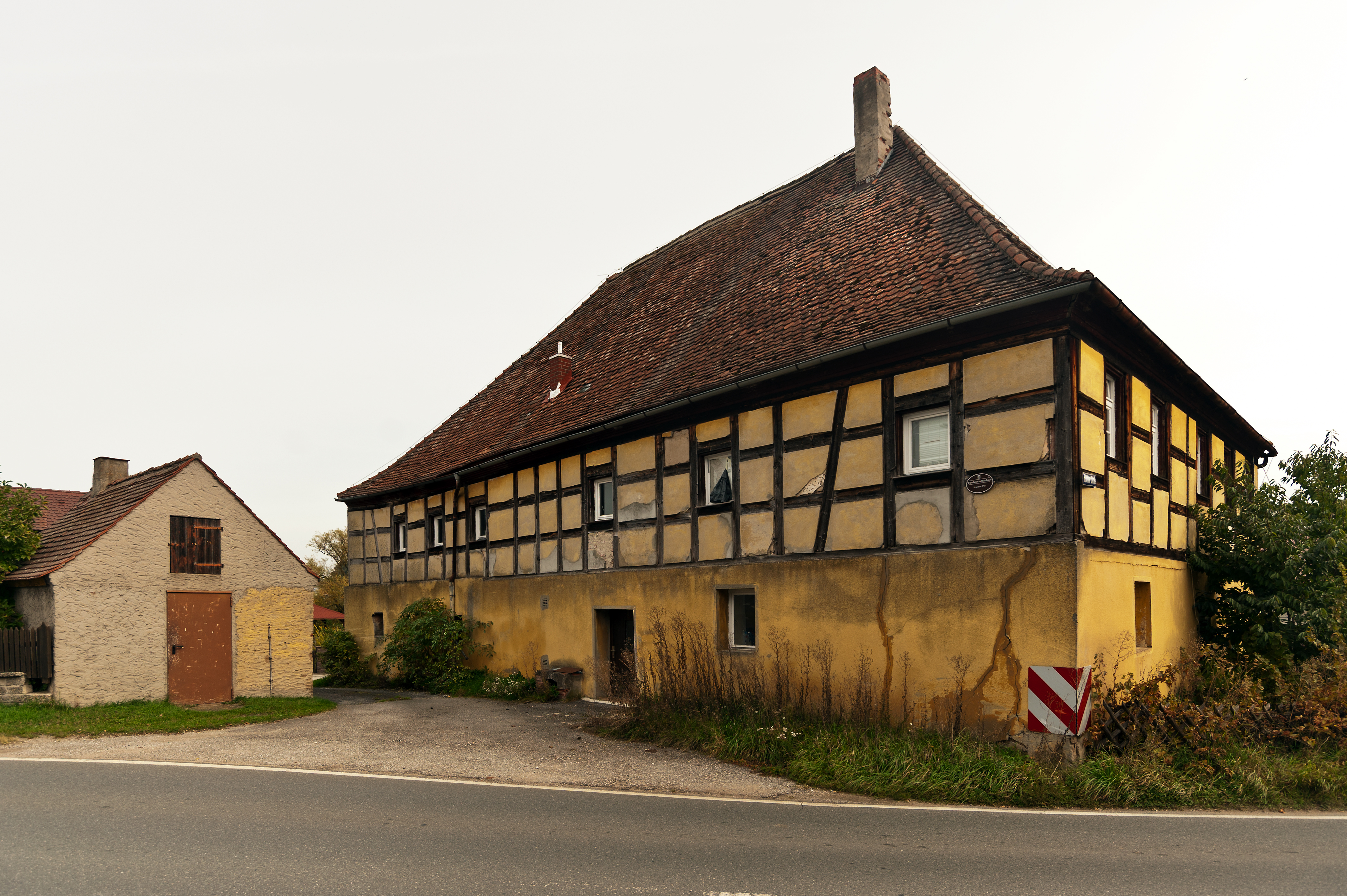
Ehemaliges Wirtshaus von Bernbach

Bernbach (fränkisch: „Bärnba“) ist ein Gemeindeteil der Gemeinde Veitsbronn im Landkreis Fürth (Mittelfranken, Bayern). Bernbach liegt in der Gemarkung Veitsbronn.

## Geografie
Das Dorf bildet mit dem westlich gelegenen Siegelsdorf eine geschlossene Siedlung. Es liegt am Südufer der Zenn und an einem namenlosen Bach, der unmittelbar östlich des Ortes als rechter Zufluss in die Zenn mündet. Im Süden liegt das Flurgebiet Geisleite und das Bernbacher Holz. 0,5 km weiter östlich liegt das Zennholz. Die Kreisstraße FÜ 7/FÜs 2 führt nach Siegelsdorf (0,9 km westlich) bzw. nach Burgfarrnbach (3,2 km südöstlich). Eine Gemeindeverbindungsstraße führt nach Kreppendorf (0,7 km nordöstlich).

## Geschichte
1157 wurde der Ort als „Berenbach“ erstmals in einer Urkunde erwähnt, in der das Kloster Heilsbronn den großen Zehnten in dem Ort von der Pfarrei Markt Erlbach erwarb. Der Ortsname leitet sich von einem gleichlautenden Gewässernamen ab, dessen Bestimmungswort das althochdeutsche Wort „bëro“ (=Bär) ist. Möglich ist aber auch eine Ableitung vom Personennamen Bero.
Gegen Ende des 18. Jahrhunderts gab es in Bernbach 4 Anwesen (3 Höfe, 1 Wirtshaus). Das Hochgericht übte das brandenburg-ansbachische Stadtvogteiamt Langenzenn aus. Die Dorf- und Gemeindeherrschaft hatte der Nürnberger Eigenherr von Grundherr inne, was vom Stadtvogteiamt Langenzenn bestritten wurde. Alle Anwesen hatten den Nürnberger Eigenherrn von Zeltner als Grundherrn.
Von 1797 bis 1808 unterstand der Ort dem Justiz- und Kammeramt Cadolzburg. Im Rahmen des Gemeindeedikts wurde Bernbach dem 1808 gebildeten Steuerdistrikt Veitsbronn zugeordnet. Es gehörte auch der im selben Jahr gebildeten Ruralgemeinde Veitsbronn an. Von 1822 bis 1835 unterstanden vier Anwesen in der freiwilligen Gerichtsbarkeit dem Patrimonialgericht Boxdorf.

### Baudenkmal
- Fürther Str. 31: Ehemaliges Wirtshaus[9]

### Einwohnerentwicklung
| Jahr      | 001818 | 001840 | 001861 | 001871 | 001885 | 001900 | 001925 | 001950 | 001961 | 001970 | 001987 | 002022 |
| Einwohner | 49     | 55     | 52     | 69     | 62     | 60     | 44     | 144    | 458    | 759    | 258    | 431    |
| Häuser    | 8      | 8      |        |        | 9      | 10     | 8      | 18     | 60     |        | 54     |        |
| Quelle    | [ 11 ] | [ 12 ] | [ 13 ] | [ 14 ] | [ 15 ] | [ 16 ] | [ 17 ] | [ 18 ] | [ 19 ] | [ 20 ] | [ 21 ] | [ 1 ]  |

## Religion
Der Ort ist seit der Reformation evangelisch-lutherisch geprägt und war ursprünglich nach St. Johannes der Täufer (Burgfarrnbach) gepfarrt, seit Anfang des 20. Jahrhunderts ist die Pfarrei St. Veit (Veitsbronn) zuständig. Die Einwohner römisch-katholischer Konfession sind nach Heilig Geist (Veitsbronn) gepfarrt.